# Volby předsedy Předsednictva Republiky Slovinsko 1990
Volby předsedy Předsednictva Republiky Slovinsko se konaly ve dvou kolech: 8. a 22. dubna 1990. Volební účast ve druhém kole byla 76,9 %. Vítězství Milana Kučana je interpretováno tak, že část voličů upřednostnila jeho nadstranické umírněné vystupování před otevřeným antikomunismem Jože Pučnika.

## Volební výsledky

### 1. kolo
| Kandidát        | Procenta |
| --------------- | -------- |
| Milan Kučan     | 44,4 %   |
| Jože Pučnik     | 26,2 %   |
| Ivan Kramberger | 18,9 %   |
| Marko Demšar    | 10,5 %   |

### 2. kolo
| Kandidát    | Procenta |
| ----------- | -------- |
| Milan Kučan | 58,6 %   |
| Jože Pučnik | 41,4 %   |